# Frederick Reines
Frederick Reines (ur. 16 marca 1918 w Paterson, zm. 26 sierpnia 1998 w Orange) – amerykański fizyk, noblista.

## Życiorys
Pochodził z żydowskiej rodziny, jego rodzice Izrael Reines i Gussie Cohen byli emigrantami z Rosji, którzy pobrali się w Nowym Jorku. Izrael przed I wojną światową pracował jako tkacz, po wojnie założył własną wytwórnię jedwabiu, potem, wraz z rodziną, przeniósł się do Hillburn, gdzie założył sklep. Frederick Reines był najmłodszy z czworga dzieci Reinesów. Jego rodzina od strony ojca była spokrewniona z działaczem syjonistycznym Icchakiem Jakobem Reinesem, założycielem syjonistycznego ruchu religijnego Mizrachi.
Frederick Reines dzieciństwo spędził w Hillburn, potem uczęszczał do szkoły Union Hill High School, obecnie w Union City. Planował studiować na Massachusetts Institute of Technology, został tam nawet przyjęty, ale ostatecznie zdecydował się na studia na Stevens Institute of Technology. Uzyskał tam dyplom inżyniera w 1939 i magisterium w dziedzinie fizyki matematycznej w 1941 roku. Kontynuował edukację na New York University, uzyskał tam doktorat w 1944 roku.

## Praca naukowa
Jeszcze przed uzyskaniem doktoratu Reines został zaproszony przez Richarda Feynmana do pracy w Los Alamos National Laboratory i wzięcia udziału w Projekcie Manhattan. Został liderem zespołu w Oddziale Teoretycznym, a potem dyrektorem Operacji Greenhouse, w ramach której wykonywano testy nuklearne na atolu Enewetak. W 1958 uczestniczył w konferencji Atom dla pokoju w Genewie.
W 1951 roku Reines skorzystał z możliwości przerwy w obowiązkach w Los Alamos (sabbatical-in-residence) i – wraz z Clyde’em Cowanem – podjął badania nad wykryciem neutrin przewidzianych teoretycznie przez Wolfganga Pauliego w 1930 roku. Początkowo planowali wykorzystać wybuch bomby atomowej jako źródła neutrin, ale ostatecznie zdecydowali, że skorzystają z reaktora jądrowego.
W ramach eksperymentu zwanego Eksperymentem Neutrinowym Reinesa-Cowana początkowo prowadzili badali z użyciem reaktora w ośrodku Hanford Site w Hanford, a w 1955 r. eksperyment przeniesiono do Savannah River Site, nowo wybudowanego ośrodka jądrowego w Karolinie Południowej. Detektor neutrin użyty w Savannah River Site składał się z dwóch 200-litrowe zbiorniki z wodą, w której rozpuszczono około 40 kg chlorku kadmu (CdCl
2). Zbiorniki były umieszczone pomiędzy trzema zbiornikami z ciekłym scyntylatorem o łącznej objętości 4200 litrów. Na bokach każdego ze zbiorników ze scyntylatorem umieszczono 110 fotopowielaczy rejestrującymi światło wytworzone w scyntylatorze przez wysokoenergetyczne fotony powstałe w wyniku oddziaływania neutrina. Reaktor jądrowy podczas pracy dostarczał strumienia o wielkości 1012–1013 neutrin na sekundę na centymetr kwadratowy w miejscu ustawienia detektora. W detektorze w zbiornikach z wodą w wyniku oddziaływania neutrina z jądrem wodoru (czyli protonem) powstawał neutron i pozyton. Pozyton był spowalniany przez otaczającą ciecz, a następnie oddziaływał z elektronem, ulegając anihilacji, w wyniku której powstawały dwa fotony lecące w przeciwległych kierunkach. Neutron również był spowalniany i ostatecznie pochłaniany przez jądro kadmu, które przechodziło w stan wzbudzony, a następnie wypromieniowywało nadmiarową energię w postaci fotonów. Fotony te powstawały parę mikrosekund po fotonach z anihilacji pozytonu. Wysokoenergetyczne fotony, powstałe w wodzie w wyniku anihilacji pozytonu i absorpcji neutronu z oddziaływania neutrina, przechodząc przez scyntylator powodowały jego świecenie, które było wykrywane przez fotopowielacze. Rejestracja tych dwóch grup fotonów z podanym przesunięciem czasowym była dowodem na istnienie neutrina.
14 czerwca 1956 r. ogłoszono wyniki i wysłano Pauliemu telegram informujący, że neutrino zostało zaobserwowane doświadczalnie.
W 1959 roku Reines odszedł z Laboratorium Los Alamos i został profesorem fizyki w Case Institute of Technology. W 1966 roku przeniósł się na Uniwersytet Kalifornijski w Irvine, gdzie do 1974 roku był dziekanem Szkoły Nauk Fizycznych. W 1988 roku przeszedł na emeryturę.
W roku 1995 otrzymał – wraz z Martinem Perlem – Nagrodę Nobla w dziedzinie fizyki za pionierski wkład do fizyki leptonów.

## Życie prywatne
W 1940 roku ożenił się z Sylvią Samuels, mieli dwoje dzieci: Roberta i Alisę. W czasie studiów, a także później interesował się śpiewem, śpiewał w chórze, a także wykonywał partie solowe, m.in. w oratorium Mesjasz, podczas pobytu w Stevens Institute of Technology. Podczas pobytu w Cleveland brał udział w koncercie orkiestry symfonicznej Cleveland Orchestra prowadzonej przez George'a Szella.